# Eicochrysops rogersi
Eicochrysops rogersi är en fjärilsart som beskrevs av Bethune-Baker 1924. Eicochrysops rogersi ingår i släktet Eicochrysops och familjen juvelvingar. Inga underarter finns listade i Catalogue of Life.